# Virgilio Almario

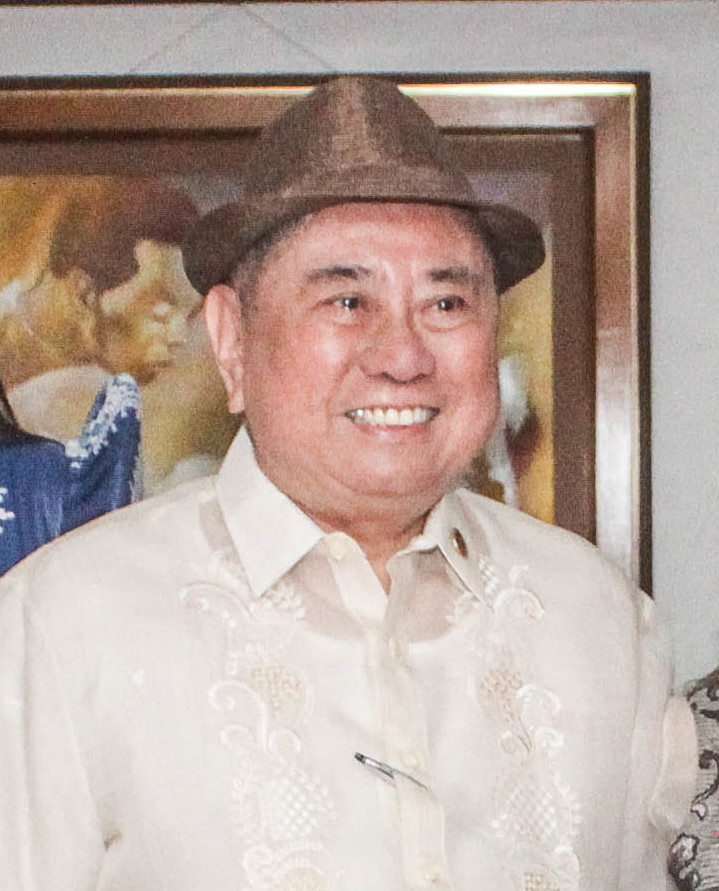
Virgilio Almario in 2019

Virgilio S. Almario (San Miguel, 9 maart 1944) is een Filipijns dichter en criticus. Hij schrijft in het Tagalog en maakt gebruik van het pseudoniem Rio Alma. In 2003 werd Almario benoemd tot nationaal kunstenaar van de Filipijnen.

## Biografie
Virgilio Almario werd geboren op 9 maart 1944 in barangay Camias, in San Miguel, provincie Bulacan. Zijn ouders waren Ricardo Almario en Feliciana Senadren. Na het voltooien van de San Miguel High School, studeerde hij vanaf 1959 politieke wetenschappen aan de University of the Philippines (UP). Na het behalen van zijn Bachelor of Arts-diploma in 1963, vervolgde hij zijn studie aan dezelfde universiteit en behaalde hij in 1968 een Master-diploma pedagogiek.
Na zijn afstuderen gaf hij les op St. Paul’s College (in 1969), de Ateneo de Manila University (van 1969 tot 1972) en de Philippine Science High School (van 1973 tot 1977) Ook doceerde hij van 1971 tot 1976 was aan de UP. Van 1977 tot 1980 was hij algemeen manager van NCP Publishing Corporation. In 1990 werd hij benoemd tot hoogleraar aan zijn alma mater, een positie die hij jarenlang zou bekleden. Van 1999 tot 2001 was Almario directeur van de National Commission for Culture and the Arts. Van 2002 tot 2003 was hij directeur van het UP Institute of Creative Writing. Aansluitend was hij van 2003 tot 2008 decaan van de faculteit Kunst en letteren van de University of the Philippines.
Naast zijn werk was Almario een veelschrijver. Gedurende drie decennia publiceerde Almario twaalf dichtbundels, waaronder Makinasyon en Peregrinasyon en de trilogie Doktrinang Anakpawis, Mga Retrato at Rekwerdo en Muli, Sa Kandungan ng Lupa. Naast zijn dichtwerk was hij ook actief als vertaler. Zo vertaalde hij klassieke toneelstukken van Euripides en Maksim Gorki. Ook vertaalde hij de twee beroemde boeken van de Filipijnse nationale held José Rizal, Noli Me Tangere en El Filibusterismo in het Tagalog. Almario was tevens actief als literair criticus. In 1972 bracht hij het boek Ang Makata sa Panahon uit. Deze bundeling van kritieken van zijn hand wordt wel beschouwd als het beste boek met literaire kritieken in de Filipijnen
Almario kreeg vele onderscheidingen. Zo won hij Palanca Memorial Awards in 1970, 1979, 1984 en 1990. In 2003 werd Almario door president Gloria Macapagal-Arroyo benoemd tot nationaal kunstenaar van de Filipijnen in de categorie literatuur.

## Privéleven
Almario is getrouwd met Emelina B. Soriano en kreeg met haar drie kinderen.

## Dichtbundels
- Mga Retrato at Rekwerdo (1984)
- Palipad-Hangin (1985)
- (A)lamat (H)istorya (1985)
- Taludtod at Talinghaga (1985 en 1991)
- Katon Para sa Limang Pandama (1987)
- Mga Retaso ng Liwanag (1991)
- Muli, Sa Kandungan ng Lupa (1994)
- Sentimental (2004)
- Sari-Sari (2004)
- Ang Hayop na Ito (2004)
- Estremelenggoles (2004)
- Dust Devils (2005)
- Memo Mulang Gimokudan (2005)
- Tatlong Pasyon sa Ating Panahon, een dichtbundel voor kinderen met illustraties van Mark Justiniani, Neil Doloricon en Ferdinand Doctolero (2006)
- Sonetos Postumos (2006)
- Buwan, Buwang, Bulawan (2009)